# Kostel Nanebevzetí Panny Marie (Hradec Králové)
Kostel Nanebevzetí Panny Marie v Hradci Králové je barokní rektorský kostel, který stojí na Velkém náměstí v Hradci Králové, kde stavebně navazuje na jezuitskou kolej - Nové Adalbertinum.

## Historie

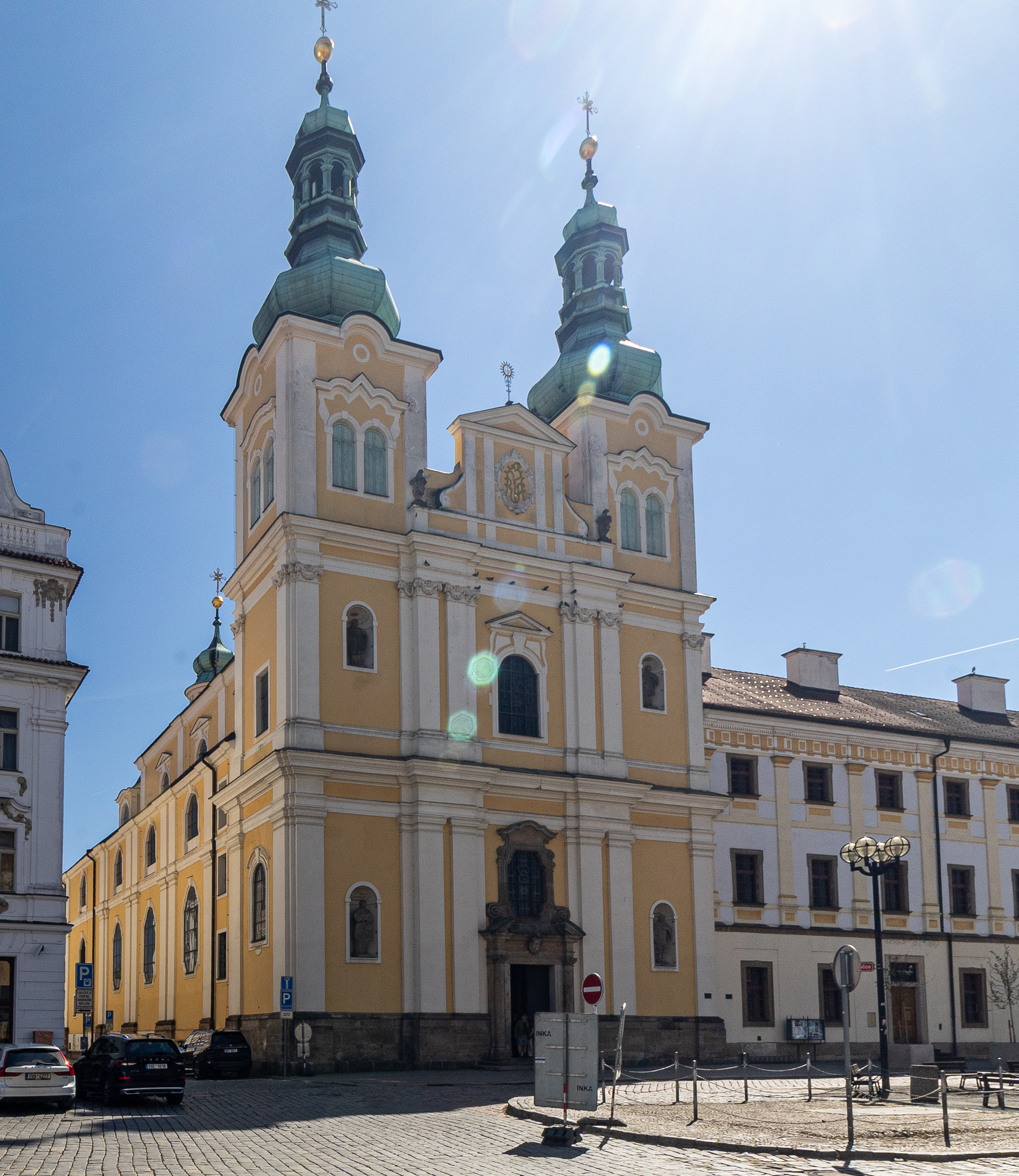
Kostel Nanebevzetí Panny Marie

Kostel postavili příslušníci jezuitského řádu v letech 1654–1666 podle plánů architekta a člena řádu Carla Luraga. V roce 1762 kostel nejprve vyrabovali pruští vojáci, načež jej silně poškodil požár. Již v roce 1765 ho však obnovil stavitel František Kermer a téhož roku došlo i k jeho novému vysvěcení. Po zrušení jezuitského řádu papežem Klementem XIV. v roce 1773 přešel kostel do majetku armády a stal se posádkovým kostelem. Když ho armáda začala v roce 1857 opravovat, opět vyhořel. V roce 1900 připadl kostel opět jezuitům, kteří jej zcela opravili.

## Architektura a mobiliář
Kostel je jednolodní stavba s párově uspořádanými bočními kaplemi a bohatě zdobeným průčelím se dvěma postranními věžemi o výšce 44,2 m. Loď je 40 m dlouhá, 20 m široká a 20,3 m vysoká. Lucerna dosahuje do výše 30 m. Kněžiště zaujímá prostor 9 x 9 m. Půdorys kostela je odvozen ze základního jezuitského typu chrámu Il Gesù. Průčelí kostela se dvěma věžemi napodobuje vídeňský styl.
Vstup do kostela je umístěn v severním průčelí, v jehož výklencích stojí od roku 1704 sochy sv. Ignáce, sv. Františka Xaverského, sv. Aloise a sv. Stanislava. Hlavním vchodem se vchází do předsíně, nad níž je umístěn kůr se vzácnými dvoumanuálovými barokními varhanami z roku 1765, které postavil kralický varhanář Josef Streussel (1732–1776).
Výzdoba kleneb z let 1664–1666 byla svěřena zřejmě štukatérovi Domenicu Gallovi a řádovému freskaři Kryštofu Reffelovi (Reicheltovi). Ta byla po statických problémech kopule nahrazena roku 1730 mariánskými freskami olomouckého malíře Jana Kryštofa Handkeho. Ale ani tyto malby, včetně většiny oltářů se kvůli požáru nedochovaly.
Z původního mobiliáře vyniká výzdoba kaple sv. Ignáce z Loyoly, která jako jediná unikla zhoubnému požáru kostela. Na oltáři je umístěno mistrovské plátno malíře Petra Brandla: Glorifikace sv. Ignáce z roku kolem 1730. Presbytář byl po požáru opatřen iluzivní freskou hlavního oltáře od Josefa Kramolína (1765) a obrazem Nanebevzetí Panny Marie od Ignáce Raaba. Boční oltáře a kazatelna mají sochařskou výzdobu od místních sochařů Karla A. Devotyho a Ondřeje Deckera. Plátna na oltáře dodala dílna Ignáce Raaba. Klenby a zdi kaplí a také kruchtu vymaloval znovu Kramolín. Zpovědnice s moralizujícími reliéfy jsou barokní a lavice ze století 19. Kaple sv. Josefa se samostatným vstupem na východní straně kostela má freskový oltář a obraz sv. Rodiny od Kramolína. Na stěnách visí čtrnáct obrazů křížové cesty pocházející od akademické malířky Ludmily Jandové.